# 中ノ町村
中ノ町村（なかのまちむら）は、かつて静岡県豊田郡・浜名郡に属していた村。
1954年（昭和29年）に浜松市に編入された。現在の浜松市中央区中野町など。

## 地理
浜松平野に位置し、天竜川の西岸（右岸）にあった。もとは天竜川の東岸（左岸）にあり、豊田郡に属していたが、天竜川の流路が変更されたことで西岸に移り、所属郡が浜名郡に変更された。

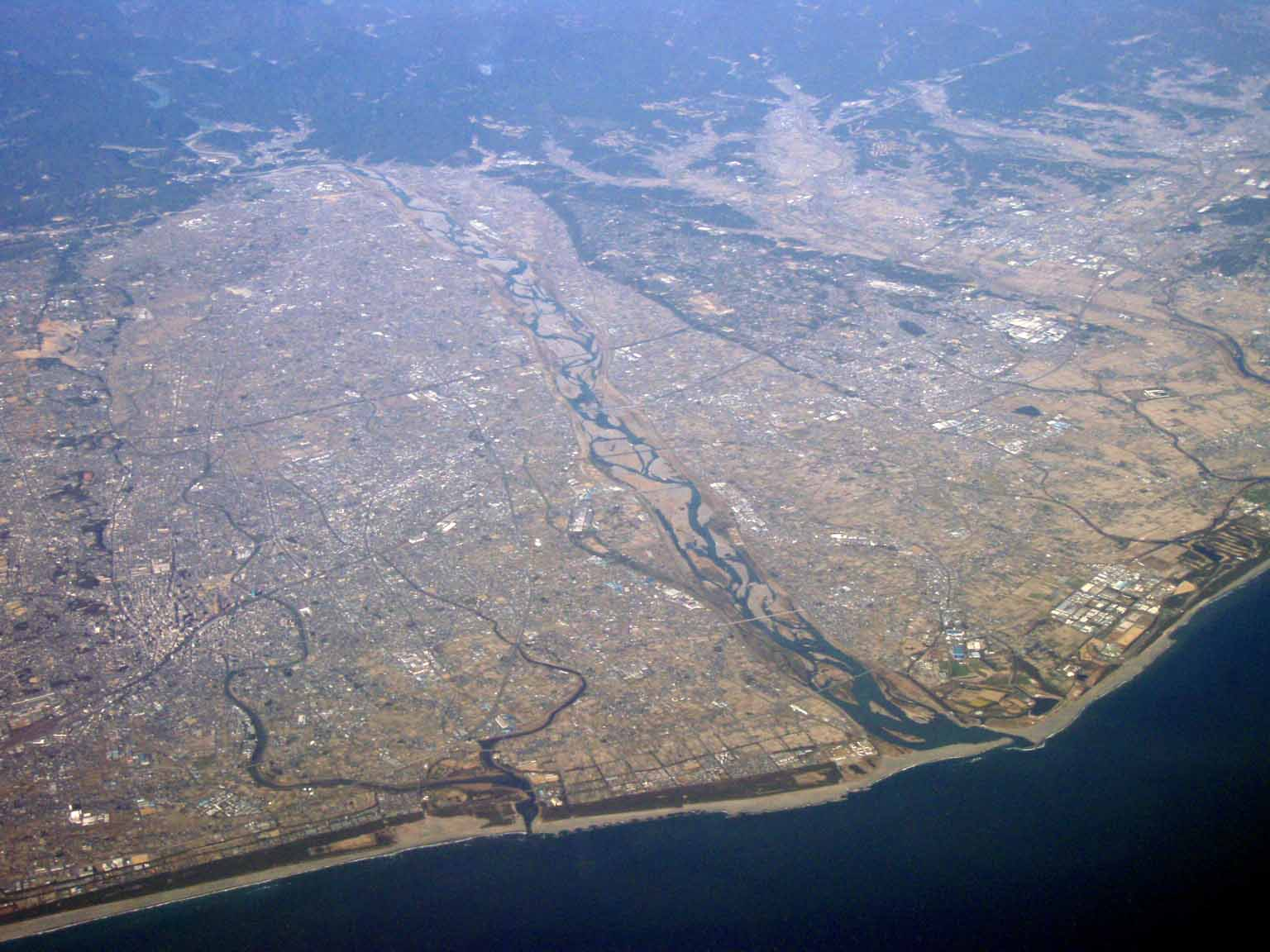
浜松平野を流れる天竜川

- 河川：天竜川

## 歴史
- 1889年（明治22年）4月1日 - 町村制の施行により、大見村、萱場村、大明神村、川越島村、国吉村、松小池村、中野町村、長命村、一色村、白鳥村、富田村が合併して豊田郡中ノ町村が発足。
- 1896年（明治29年）4月1日 - 郡制の施行により所属郡が浜名郡に変更。
- 1954年（昭和29年）3月31日 - 浜松市に編入される。同日中ノ町村廃止。
- 2007年（平成19年）4月1日 - 浜松市が政令指定都市に移行し、旧村域は東区となる。
- 2024年（令和6年）1月1日 - 浜松市の行政区再編に伴い、東区は全域が中央区へ移行された。

## 交通

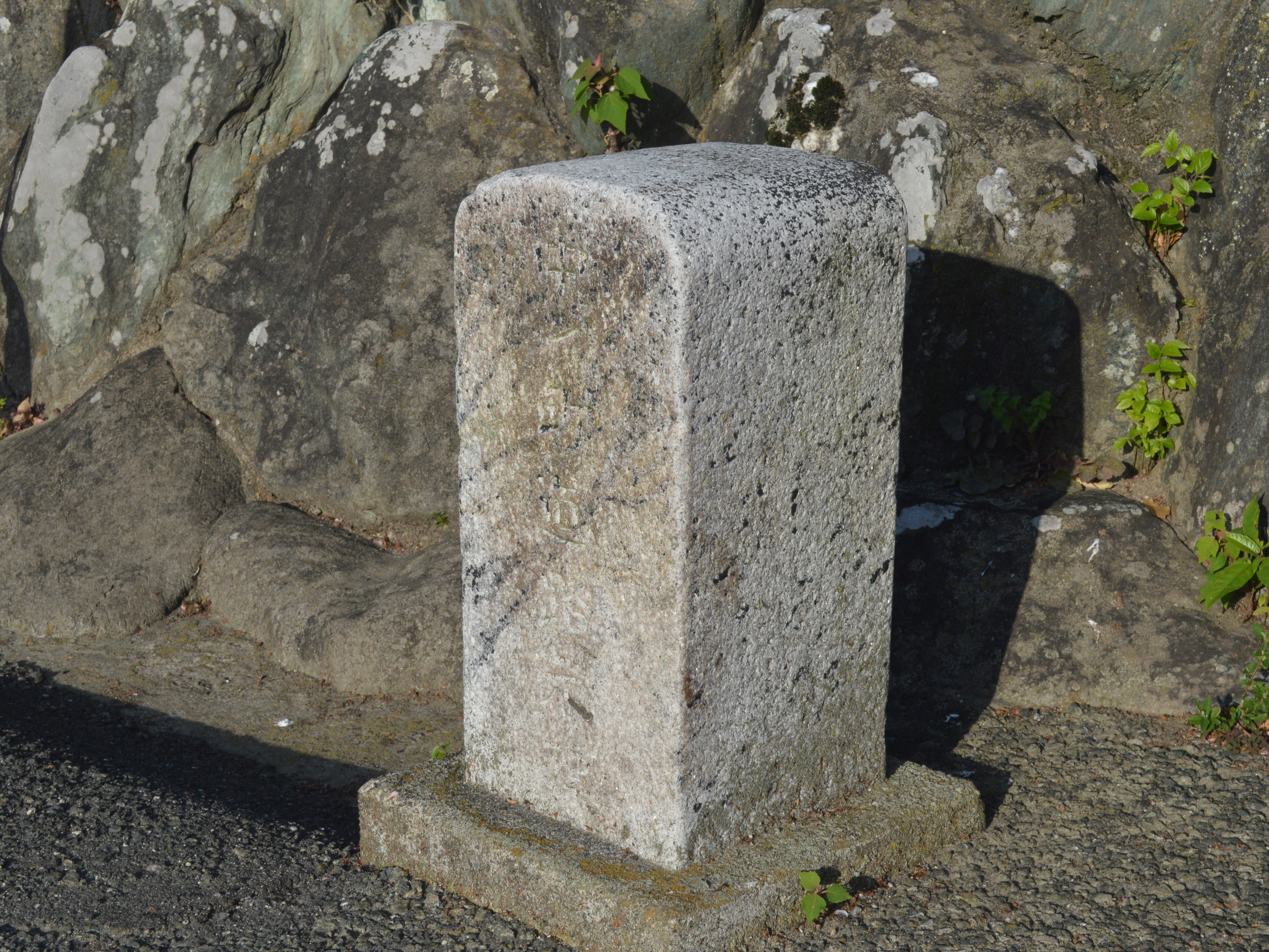
中ノ町道路元標

### 鉄道
- 浜松電気鉄道（遠州鉄道の子会社）
  - 中ノ町線（中ノ町までは1925年、全線は1937年廃止）
    - （安間橋駅も所在か） - 安間駅 - 萱場駅 - 中ノ町駅 - 国吉駅（貨物駅）

### 道路
中ノ町村には旧東海道が通っており、天竜川の河岸の間の宿として栄えた。江戸の日本橋と京都の三条大橋から等距離に位置することが名称の由来である。天竜川の水運を利用した江戸との交易も盛んであり、集落内には伊豆石を用いた蔵が点在している。
江戸時代の天竜川には橋が架けられておらず、「池田の渡し」が両岸を結んでいたが、1868年（明治元年）に舟橋が設置され、1878年（明治11年）に常設の木橋である天竜橋が架けられた。1933年（昭和8年）には天竜橋を置き換え、国道1号（旧国道1号、現在の静岡県道261号）に鉄筋コンクリート製の天竜川橋が架けられた。
浜松市への編入後の1969年（昭和44年）、東名高速道路が開通して旧中ノ町村の村域に浜松インターチェンジが設置された。

## 名所・旧跡

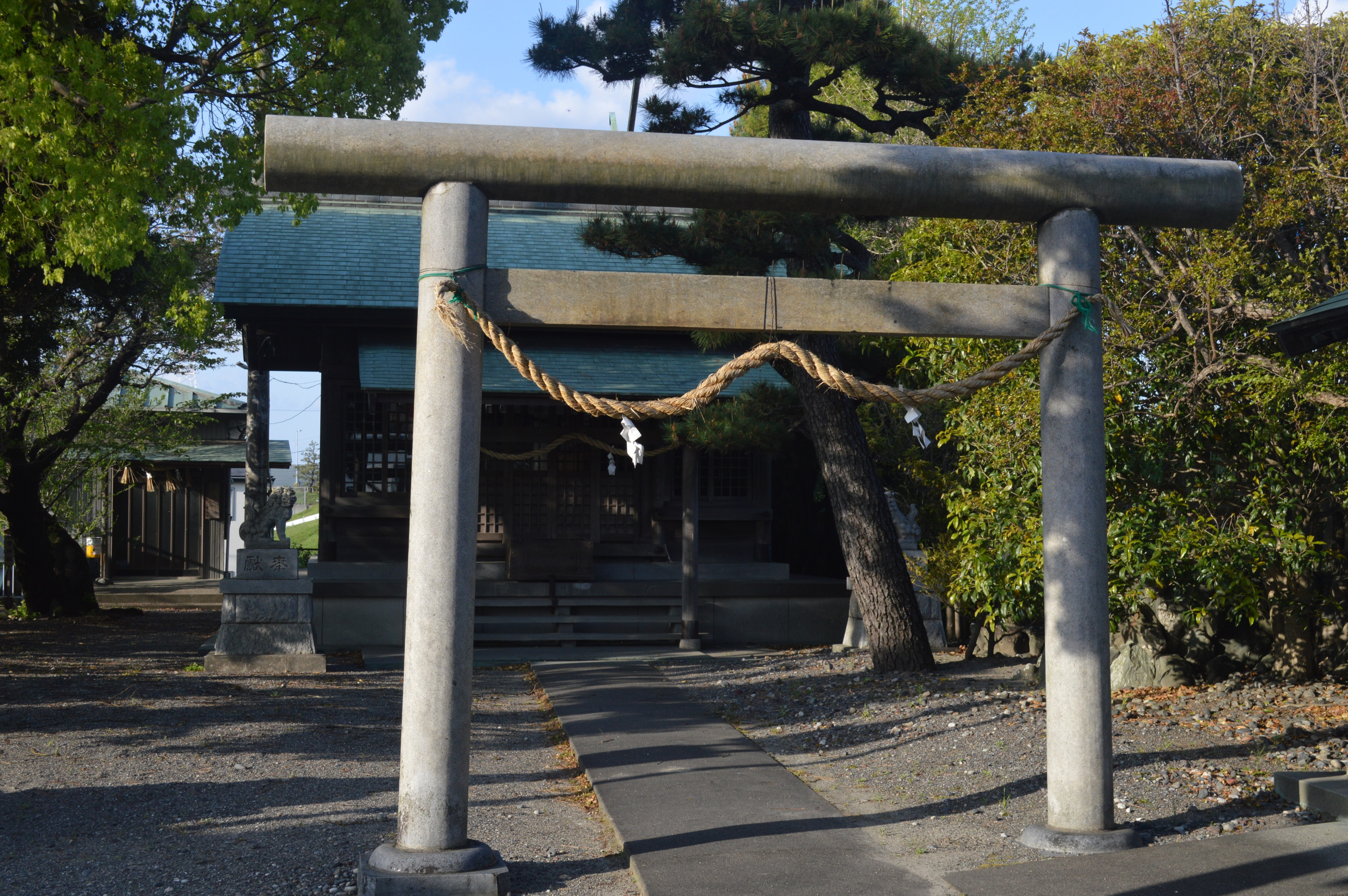
六所神社

- 六所神社 - 天竜川の堤防沿いにあり、かつて社殿は神社では珍しいとされる西向きだった[2]。8月には中野町煙火大会が開催される[2]。2020年（令和2年）には屋台（山車）が新調された[3]。境内脇に「中ノ町道路元標」がある。
- 八保神社
- 大宮神社
- 大甕神社
- 松之浦神社
- 子安神社
- 津島神社
- 松林寺 - 徳川家光の命で建立された薬師堂があり、徳川幕府歴代将軍によって信仰された[4]。2022年（令和4年）には愛知県一宮市の妙興寺で修業した伊藤康紘が住職に就任し、約100年ぶりに晋山式が挙行された[5]。
- 松雲寺
- 全岩寺
- 宗全寺
- 正福寺
- 天竜川紀功碑 - 浅野茂平の功績を称える石碑。1868年（明治元年）に明治天皇が東京行幸を行った際、浅野は天竜川に舟橋を架けて渡河を助けた。1894年（明治27年）建立。
- 伊豆石の蔵

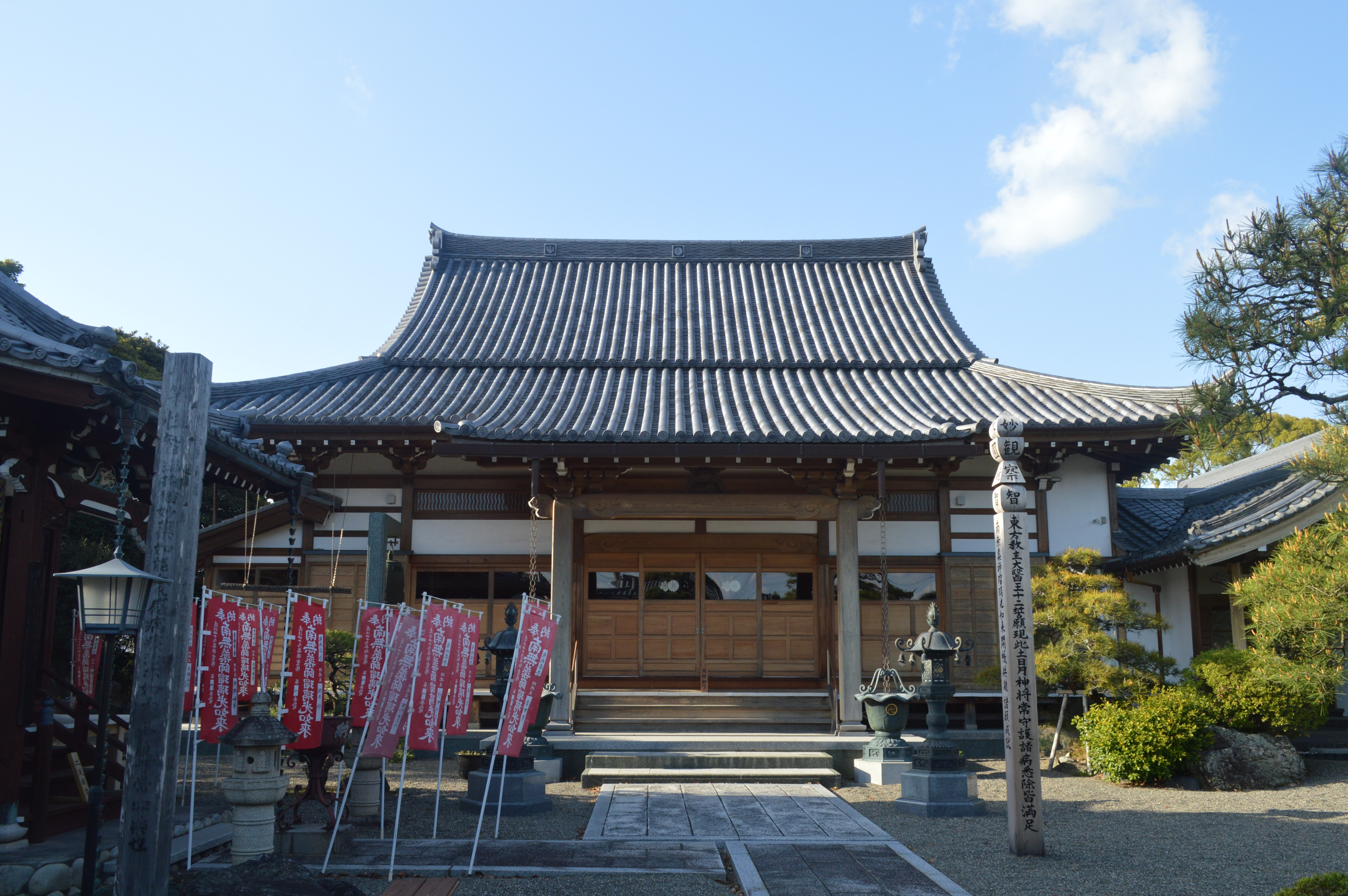
松林寺
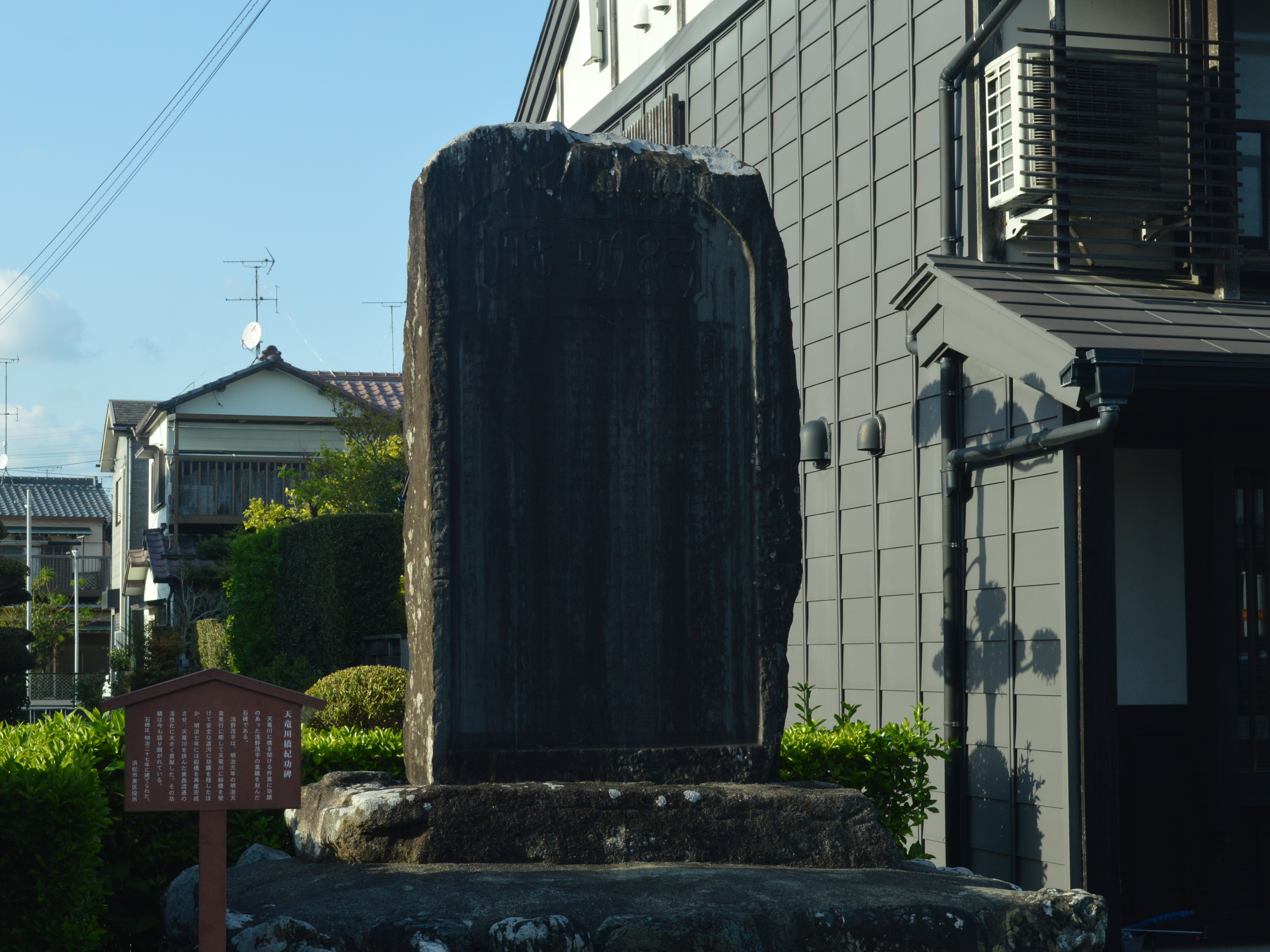
天竜川紀功碑
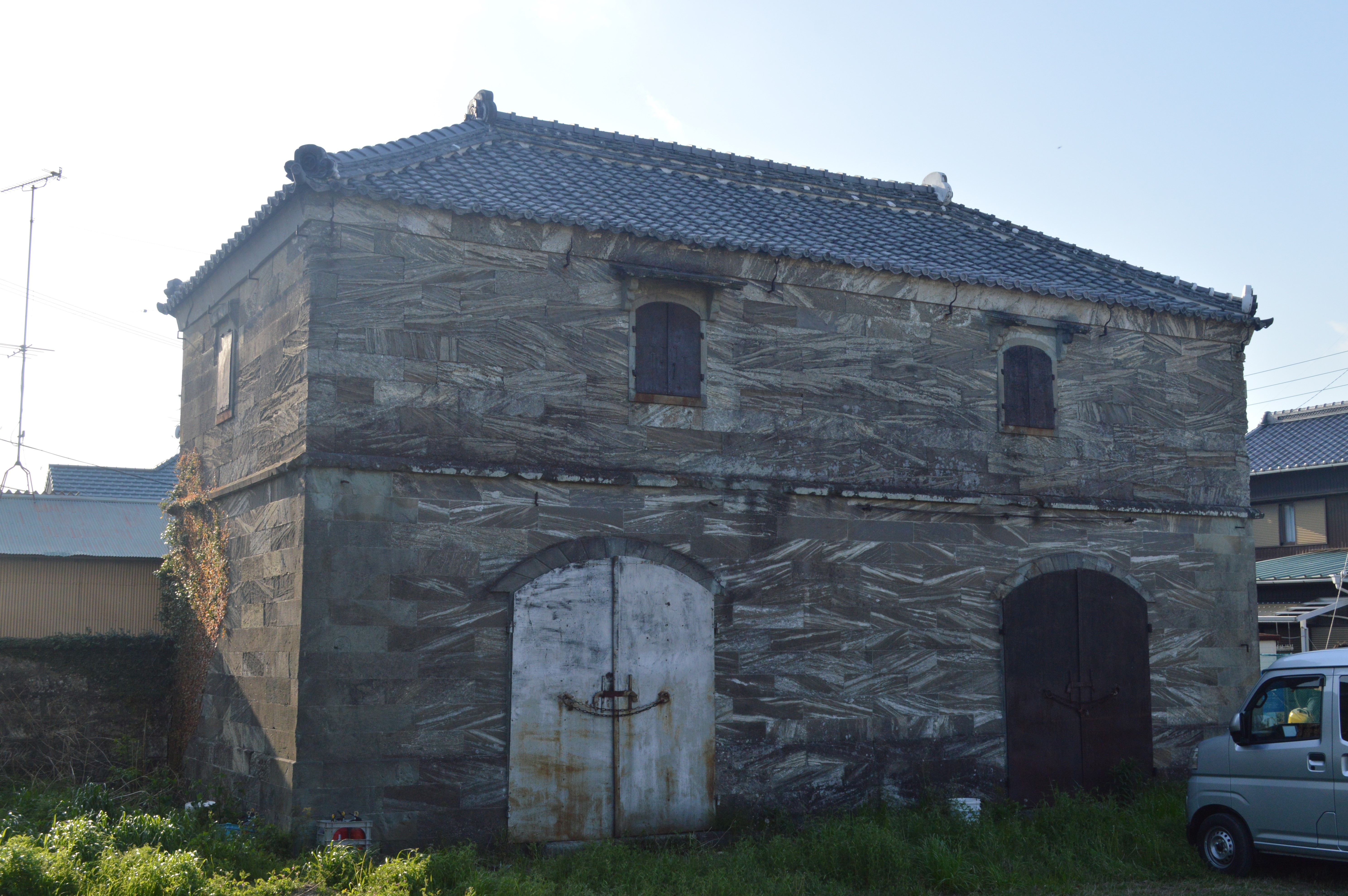
伊豆石の蔵